# چهل و نهمین دوره جوایز بفتا
چهل و نهمین دوره جوایز بفتا در سال ۱۹۹۶ در لندن بریتانیا برگزار شد که در این دوره فیلم عقل و احساس به کارگردانی انگ لی بهترین فیلم سال شد . اما تامسون در ۲ رشته بهترین بازیگر نقش اول و بهترین فیلم‌نامه کاندیدای دریافت بفتا شد . وی توانست برنده بهترین بازیگر نقش اول زن شود.

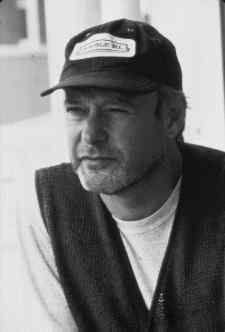
مایکل ردفورد، برنده بهترین کارگردانی

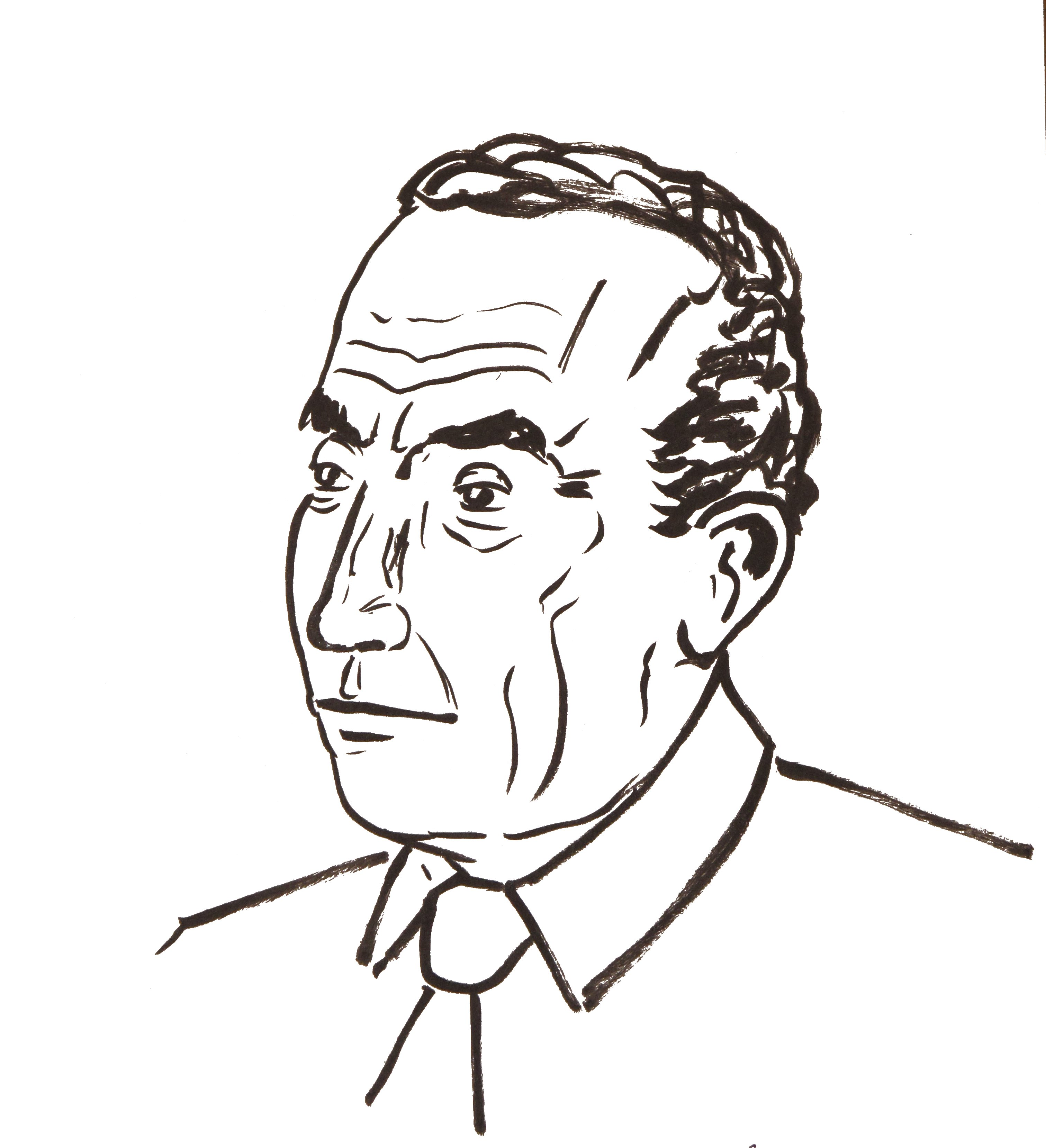
نایجل هاثورن، برنده بهترین بازیگر نقش اول مرد

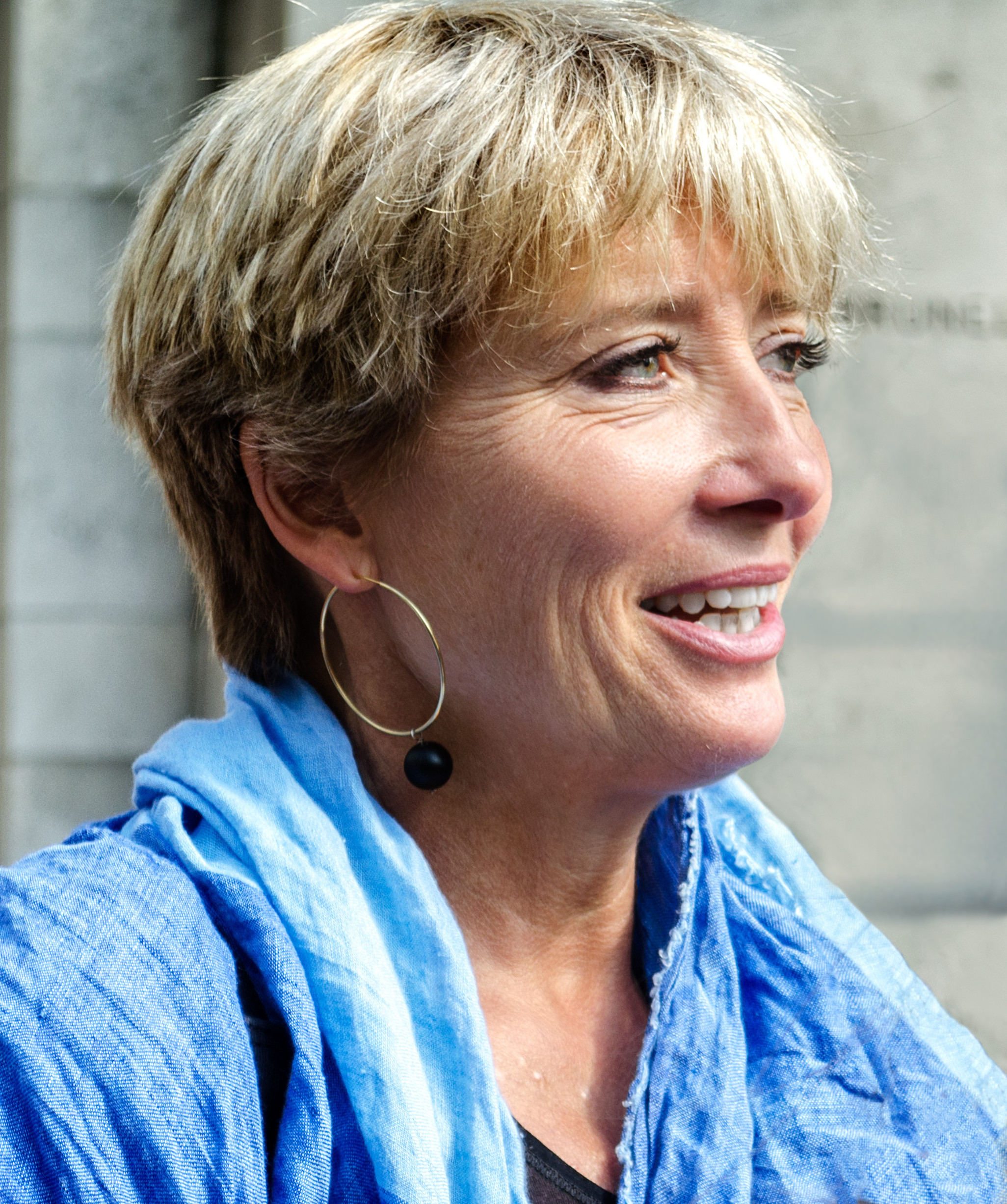
اما تامسون، برنده بهترین بازیگر نقش اول زن

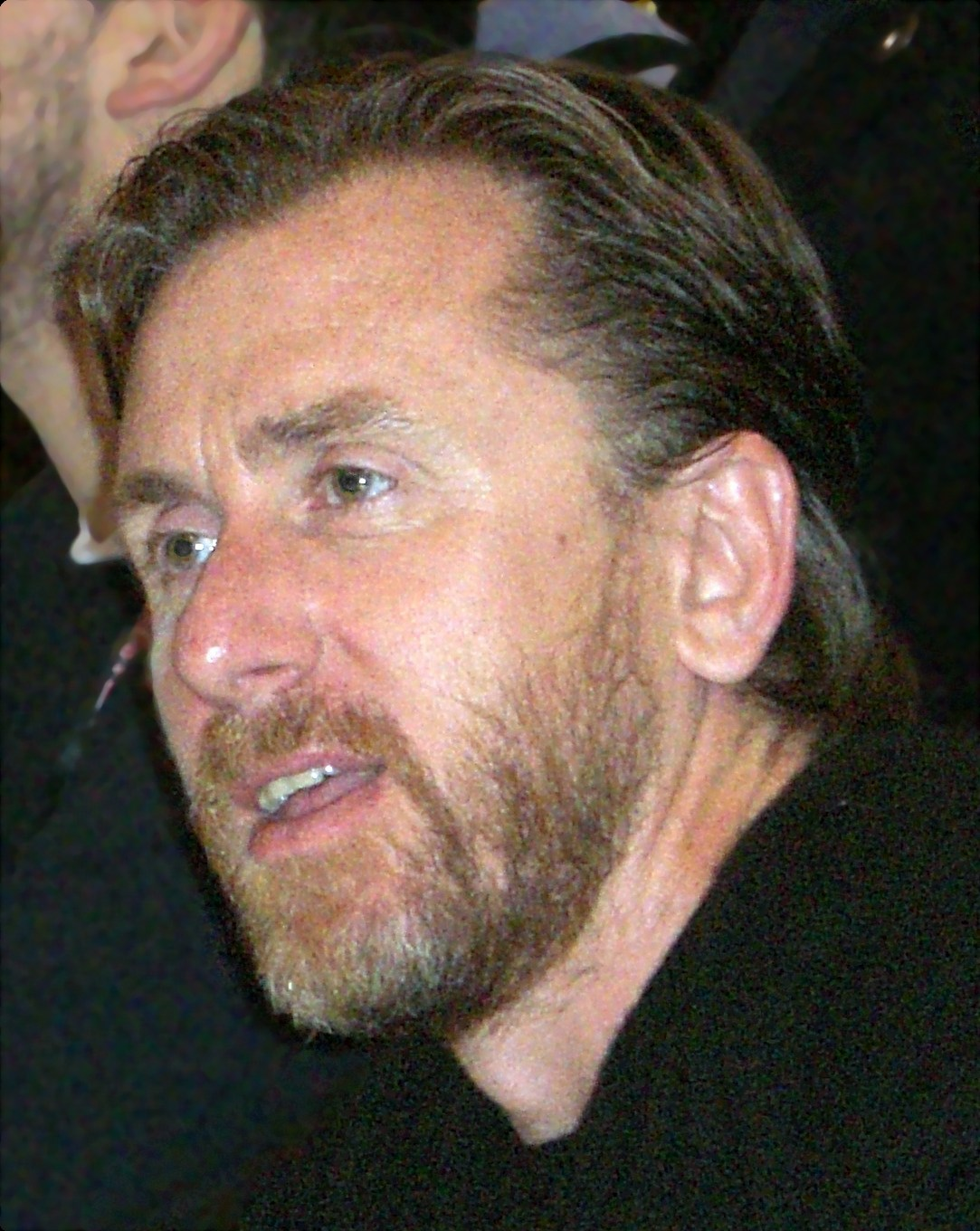
تیم راث، برنده بهترین بازیگر نقش مکمل مرد

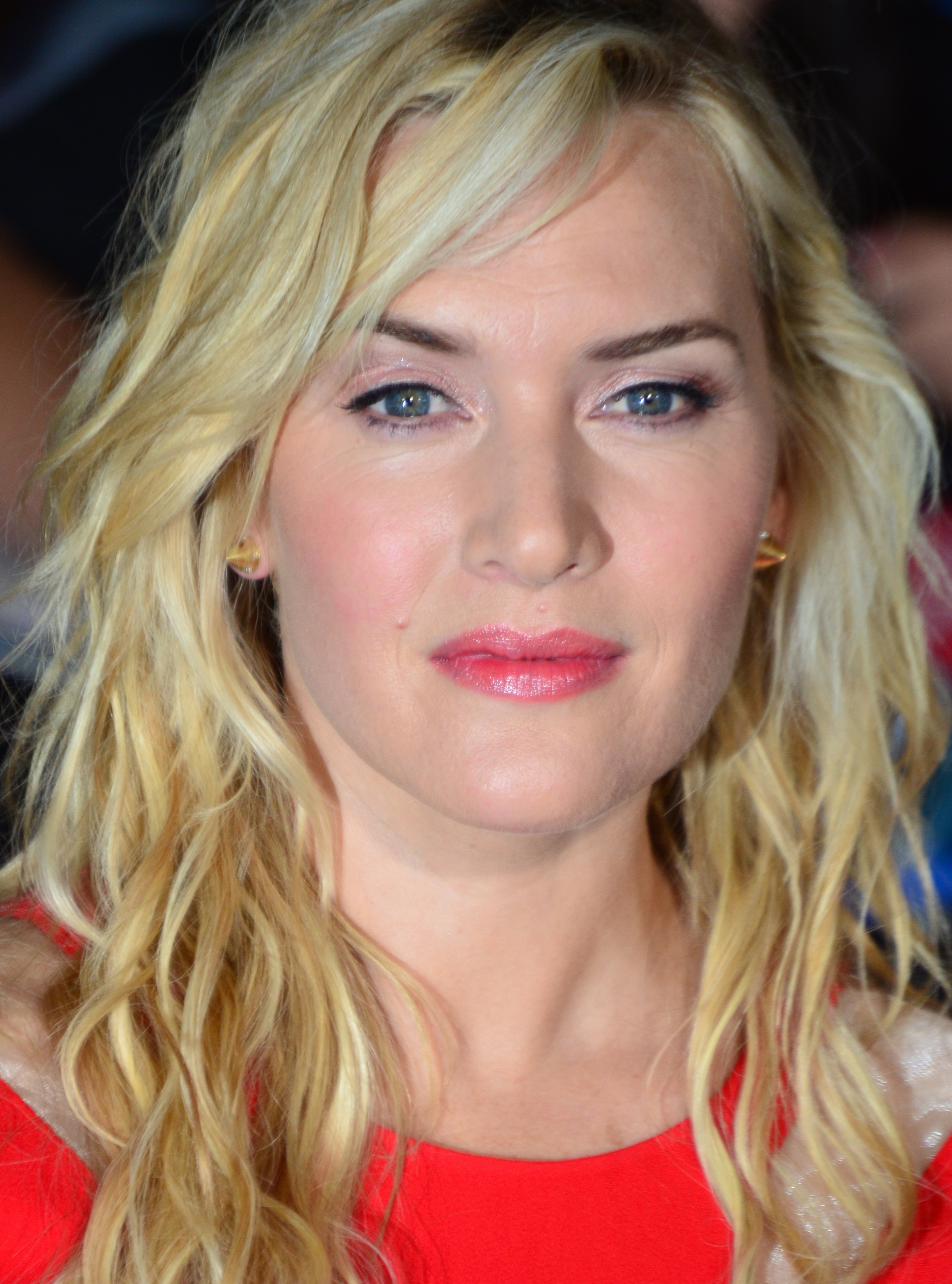
کیت وینسلت، برنده بهترین بازیگر نقش مکمل زن

## نامزدی‌ها و جوایز
| بهترین فیلم | بهترین کارگردانی |
| --- | --- |
| عقل و احساس - عزیز - جنون شاه جرج - مظنونین همیشگی | مایکل ردفورد برای کارگردانی ایل پوستینو: پستچی - مل گیبسون برای کارگردانی دلاور - نیکلاس هایتنر برای کارگردانی جنون شاه جرج - انگ لی برای کارگردانی عقل و احساس                                     |
| بهترین بازیگر نقش اول مرد | بهترین بازیگر نقش اول زن |
| نایجل هاثورن برای فیلم جنون شاه جرج - نیکلاس کیج برای فیلم ترک لاس وگاس - جاناتان پرایس برای فیلم Carrington - ماسیمو ترویسی برای فیلم ایل پوستینو: پستچی | اما تامسون برای فیلم عقل و احساس - نیکول کیدمن برای فیلم به خاطرش مردن - هلن میرن برای فیلم جنون شاه جرج - الیزابت شو برای فیلم ترک لاس وگاس                                                        |
| بهترین بازیگر نقش مکمل مرد | بهترین بازیگر نقش مکمل زن |
| تیم راث برای فیلم Rob Roy - ایان هولم برای فیلم جنون شاه جرج - مارتین لاندو برای فیلم اد وود - آلن ریکمن برای فیلم عقل و احساس                            | کیت وینسلت برای فیلم عقل و احساس - جوآن آلن برای فیلم نیکسون - میرا سوروینو برای فیلم آفرودیت توانا - الیزابت اسپرینگز برای فیلم عقل و احساس                                                        |
| فیلم‌نامه اوریجینال | فیلم‌نامه اقتباسی |
| مظنونین همیشگی برای فیلم کریستوفر مک‌کوری - گلوله‌ها بر فراز برادوی برای فیلم وودی آلن و داگلاس مک‌گراث - Muriel's Wedding - هفت برای فیلم اندرو کوین واکر   | رگ‌یابی - عزیز برای فیلم جرج میلر و کریس نونان - ترک لاس وگاس برای فیلم مایک فیگیس - جنون شاه جرج برای فیلم الن بنت - ایل پوستینو: پستچی برای فیلم فوریو اسکارپلی - عقل و احساس برای فیلم اما تامسون |
| بهترین فیلمبرداری | طراحی لباس |
| دلاور - آپولو ۱۳ - جنون شاه جرج - عقل و احساس | دلاور - جنون شاه جرج - بازسازی - عقل و احساس |
| بهترین ویرایش فیلم | بهترین گریم و آرایش مو |
| مظنونین همیشگی - آپولو ۱۳ - عزیز - جنون شاه جرج | جنون شاه جرج - دلاور - اد وود - عقل و احساس |
| بهترین طراحی تولید | بهترین صدا |
| آپولو ۱۳ - دلاور - جنون شاه جرج - عقل و احساس | دلاور - آپولو ۱۳ - گولدن‌آی - جنون شاه جرج |
| بهترین جلوه‌های ویژه تصویری | بهترین موسیقی |
| آپولو ۱۳ - عزیز - گولدن‌آی - دنیای آب | ایل پوستینو: پستچی - لوئیس باکالوو - دلاور - جیمز هورنر - جنون شاه جرج - جرج فنتون - عقل و احساس - پاتریک دویل                                                                                      |